# Конституція Косова
Конституція Косова набрала чинності 15 червня 2008 року. До утвердження конституції ситуація в Косові регулювалася положеннями тимчасової конституційної системи, заснованої на Резолюції Ради Безпеки ООН № 1244 і ратифікованої у 2001 році. Ця конституційна система передбачала тимчасові інститути самоврядування.
Уряд Сербії, який розглядає Косово як частину своєї суверенної території і відмовляється від вимог незалежності з боку Косова, не визнав нову конституцію. Проблема суверенітету Косова виникла в кінці XX століття, після розпаду Югославії, частиною якої була Сербія.

## Конституція 2008 року
Проект нової конституції був підготовлений і опублікований в квітні 2008 року. Конституція Косова ратифікована 9 квітня 2008 року і набрала чинності 15 червня 2008 року.
Державними мовами визнаються албанська і сербська мови. Турецька, боснійська і циганська мови отримують статус службових.

## Основні положення
Республіка Косово є незалежною, суверенною, демократичною, унікальною і невіддільні одна від одної держави. Республіка Косово є демократичною республікою, заснована на принципі поділу влади і стримувань і противаг між ними.

### Влада
Республіка Косово має три гілки влади: законодавча, яка очолюється Асамблеєю, виконавча гілка влади на чолі з президентом і прем'єр-міністром і судова — на чолі з Верховним судом.

#### Законодавча
У Республіці Косово законодавча влада здійснюється Асамблеєю Республіки Косово. Асамблея Республіки Косово є вищим представницьким і законодавчим органом Республіки Косово обирається безпосередньо народом. Асамблея складається із 120 депутатів, що обираються шляхом таємного голосування.
Асамблея Республіки Косово має такі обов'язки:
- приймає закони і постанови в області відповідальності тимчасових інститутів.
- Президія Асамблеї обирає Голову Асамблеї.
- підтверджує кандидатуру на пост прем'єр-міністра разом зі списком міністрів уряду, що запропонований кандидатом на пост прем'єра.
- ратифікує пропоновані міжнародні угоди, в рамках своїх обов'язків;
- приймає рішення про довіру чи недовіру уряду.

#### Виконавча
Президент є главою держави і являє собою єдність народу Республіки Косово. Будь-який громадянин Республіки Косово, який сягнув віку 35 років або старше, може бути обраний президентом. Президент обирається Асамблеєю, при таємному голосуванні. Вибори президента повинні відбутися не пізніше, ніж за 30 днів до закінчення терміну повноважень діючого президента. Президент обирається більшістю в дві третини голосів всіх депутатів Асамблеї.
Функції Президента Республіки Косово:
- Представляє Республіку Косово всередині країни і за її межами.
- Гарантує конституційне функціонування інститутів, встановлених цією Конституцією.
- Оголошує вибори Асамблеї Косова.
- Видає укази відповідно до цієї Конституції.
- Оприлюднює закони, затверджені Асамблеєю Республіки Косово
- Має право повернути прийняті закони на повторний розгляд, якщо він вважає, що вони шкідливі для законних інтересів одного або декількох громад. Це право може бути здійснено тільки один раз в законі.
- Підписує міжнародні угоди відповідно до цієї Конституції.
- Пропонує поправки до цієї Конституції.
- Може передати конституційні питання до Конституційного суду.
- Веде зовнішню політику країни.
- Приймає вірчі грамоти глав дипломатичних місій, акредитованих в Республіці Косово.
- Є головнокомандувачем Сил безпеки Косова.
- Очолює Консультативну раду у справах громад.
- Призначає кандидата на пост прем'єр-міністра.
- Призначає і звільняє з посади Голову Верховного Суду Республіки Косово.
- Призначає і звільняє з посади суддів Республіки Косово за пропозицією Ради суддів Косова.
- Призначає на посаду і звільняє з посади головного прокурора Республіки Косово за пропозицією прокурорської ради Косова.
- Призначає і звільняє з посади прокурорів Республіки Косово за пропозицією прокурорського ради Косова.
- Призначає суддів до Конституційного суду за пропозицією Асамблеї.
- Призначений командувачем Сил безпеки Косова за рекомендацією прем'єр-міністра.
- Спільно з прем'єр-міністром призначає директора, заступника директора та генерального інспектора Агентства розвідки Косова.
- Постановляє оголосити надзвичайний стан в консультації з прем'єр-міністром.
- Приймає рішення про створення дипломатичних і консульських представництв Республіки Косово в консультації з прем'єр-міністром.
- Призначає і звільняє глав дипломатичних представництв Республіки Косово за пропозицією уряду.
- Призначає голову Центральної виборчої комісії.
- Призначено керівництво Центрального банку Республіки Косово.
- Призначає інших членів Правління Банку
- Надає медалі, звання, подяки і нагороди відповідно до закону
- Надає індивідуальні помилування відповідно до закону

Кабінет Президента є представницьким органом Президента Республіки Косово, що складається з:
- Президент.
- Високий політичний радник.
- Високий політичний радник з економіки
- Високий політичний радник з питань освіти, науки і культури
- Політичний радник з правових питань

Радник по ЗМІ і представник прес-служби адміністрації президента
- Радник з політичних питань
- Політичний радник з питань європейської інтеграції

#### Судова влада
Загальні принципи судової системи описані у статті 102 Конституції Косова:
1. Судова влада в Республіці Косово здійснюється в судовому порядку.
2. Судова влада є унікальною, незалежною, справедливою, аполітичною і неупередженою та забезпечує рівний доступ до судів.
3. Суддя повинен виносити рішення на основі Конституції і закону.
4. Суд повинен бути незалежним і неупередженим під час здійснення своїх функцій.
5. Право на оскарження судового рішення гарантовано, якщо інше не передбачено законом.
Право на надзвичайні засоби правового захисту регулюється законом. Закон може дозволити право передати справу безпосередньо до Верховного суду. Організація та юрисдикції судів описані в статті 103 Конституції:
1. Організація, функціонування і юрисдикція Верховного суду та інших судів, регулюються законом.
2. Верховний суд Косова є найвищим судовим органом.
3. Кворум Верховного суду становить не менше 15 % суддів Верховного суду, але не менше трьох суддів, повинні бути з громад, що не становлять більшість у Косові.
4. Голова Верховного суду Косова призначається і звільняється з посади Президентом Республіки Косово з числа суддів Верховного Суду за невідновлюваних терміном на 7 років за пропозицією Ради суддів Косова для призначення або звільнення.
5. Президент всіх інших судів призначає в порядку, передбаченому законом.

### Елементарні положення

#### Елементарні свободи і права
Косово є парламентською демократією. Основні права і свободи, що забезпечуються Конституцією Косова:
1. Права людини і основні свободи є неподільними, є невідчужуваними та непорушними і є основою правового порядку Республіки Косово.
2. Республіка Косово захищає і гарантує права людини і основні свободи, передбачені цією Конституцією.
3. Кожна людина повинна поважати права людини і основні свободи інших людей.
4. Основні права і свободи, закріплені в Конституції, також дійсні для юридичних осіб остільки, оскільки вони можуть бути застосовані.
Права людини і основні свободи, гарантовані такими міжнародними договорами і документами, гарантовані цією Конституцією, безпосередньо застосовуються в Республіці Косово і, в разі конфлікту, мають пріоритет над положеннями законів та інших актів державних установ:
1. Загальна декларація прав людини;
2. Європейська конвенція про захист прав людини і основних свобод та протоколи до неї;
3. Міжнародний пакт про громадянські і політичні права та протоколи до нього;
4. Рамкова конвенція про захист національних меншин Ради Європи;
5. Конвенція про ліквідацію всіх форм расової дискримінації;
6. Конвенція про ліквідацію всіх форм дискримінації щодо жінок;
7. Конвенція про права дитини;
8. Конвенція проти катувань та інших жорстоких, нелюдських або таких, що принижують гідність, видів поводження та покарання;

Інші права та свободи, які мають місце у Конституції Косова, такі як: людська гідність, рівність перед законом, право на життя, право на особисту недоторканність, заборона тортур, жорстоких, нелюдських або таких, що принижують гідність, видів поводження, заборона рабства і примусової праці, право на свободу та особисту недоторканність, права обвинуваченого, право на справедливий і неупереджений суд, право на юридичний захист, принцип законності та пропорційності у кримінальних справах, право не бути судимим двічі за один злочин, свобода пересування, право на недоторканність приватного життя, право на шлюб і сім'ю, свобода віросповідання, совісті і релігії, свобода вираження думок, право доступу до державних документів, свободи засобів масової інформації, свобода зібрань, свобода асоціацій, свобода вибору та участі у виборах, захисту майна, право на освіту, свобода мистецтва і науки, право на працю і професію, права дітей, охорони здоров'я та соціального захисту, відповідальність за довкілля, тлумачення положень про права людини, судового захисту прав.
Обмеження основних прав і свобод в умовах надзвичайного стану, описано у главі II Конституції Косова.